# Crazy Loop
Crazy Loop est un personnage créé (en tant qu'alter ego) par Dan Bălan, leader du groupe O-Zone. Il a été présenté au public lors de la sortie de sa chanson Mm-ma-ma. Le clip de cette chanson, réalisé par Marc Klasfeld, a été filmé en août 2007 en  à Los Angeles

## Histoire
Crazy Loop a été créé pour séparer la nouvelle musique Rock/Pop de Dan de ses précédentes chansons Eurodance, comme Dragostea Din Tei.

## Discographie

### Albums
- The Power of Shower (2 décembre 2007)

### Singles
| Année | Titre             | Position dans les charts | Position dans les charts | Position dans les charts | Position dans les charts | Position dans les charts | Position dans les charts | Album               |
| Année | Titre             | Allemagne                | Autriche                 | Europe                   | Pologne                  | Roumanie                 | Grande Bretagne          | Album               |
| ----- | ----------------- | ------------------------ | ------------------------ | ------------------------ | ------------------------ | ------------------------ | ------------------------ | ------------------- |
| 2008  | Mm-ma-ma          | 18                       | 49                       | 87                       | 41                       | 1                        | -                        | The Power of Shower |
| 2008  | Joanna (Shut Up!) | -                        | -                        | -                        | 1                        | -                        | -                        | The Power of Shower |

### Autres singles
Despre tine cânt (Part 2)